# Lwowskoje (Kaliningrad, Krasnosnamensk)
Lwowskoje (russisch Львовское, deutsch Payszeln, 1938 bis 1945 Insterwangen, litauisch Paišeliai) ist ein verlassener Ort im Rajon Krasnosnamensk der russischen Oblast Kaliningrad.
Die Ortsstelle befindet sich am Nordufer der Inster (ru. Instrutsch) etwa drei Kilometer westlich von Tolstowo (Löbegallen/Löbenau).

## Geschichte

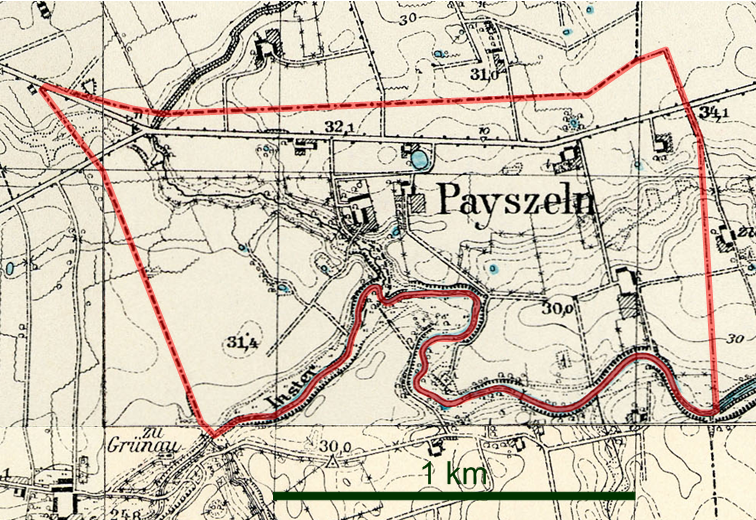
Die Landgemeinde Payszeln auf einem Messtischblatt von 1927

Payszeln, auch Paiszeln, Payßeln oder Peyßeln geschrieben, war im 18. Jahrhundert ein königliches Bauerndorf. Zu Payszeln gehörte auch eine Kolonie mit drei Anwesen etwa drei Kilometer südöstlich gelegen (54° 52′ 53″ N, 22° 22′ 27″ O). Im Jahr 1874 wurde die Landgemeinde Payszeln dem neu gebildeten Amtsbezirk Löbegallen im Kreis Pillkallen zugeordnet. 1893 wurde die Kolonie (Klein) Payszeln an die Landgemeinde Bärenfang angeschlossen. 1936 wurde die Schreibweise des Ortes in Payscheln geändert und 1938 wurde er in Insterwangen umbenannt.
1945 kam der Ort in Folge des Zweiten Weltkrieges mit dem nördlichen Ostpreußen zur Sowjetunion. 1950 erhielt er den russischen Namen Lwowskoje und wurde dem Dorfsowjet Tolstowski selski Sowet im Rajon Krasnosnamensk zugeordnet. 1965 gelangte der Ort in den Chlebnikowski selski Sowet. Lwowskoje wurde vor 1988 aus dem Ortsregister gestrichen.

### Einwohnerentwicklung
| Jahr | Einwohner | Bemerkungen             |
| ---- | --------- | ----------------------- |
| 1867 | 49        |                         |
| 1871 | 51        | Davon in der Kolonie 16 |
| 1885 | 83        | Davon in der Kolonie 18 |
| 1905 | 63        |                         |
| 1910 | 60        |                         |
| 1933 | 47        |                         |
| 1939 | 41        |                         |

## Kirche
Payszeln/Insterwangen gehörte zum evangelischen Kirchspiel Lasdehnen, seine Kolonie hingegen zum evangelischen Kirchspiel Rautenberg.